# فيليكس بايفا
فيليكس بايفا (بالإسبانية: Félix Paiva)‏ (و. 1877 – 1965 م) هو وصحفي، وسياسي، ومحام من باراغواي .
تولى منصب رئيس الباراغواي .